# Айварас Абромавичус
Айварас Абромавичус (лит. Aivaras Abromavičius; нар. 21 січня 1976, Вільнюс, Литовська РСР) — український політик та інвестиційний банкір литовського походження, співвласник та один з керівників шведської інвестиційної компанії «East Capital», міністр економічного розвитку і торгівлі України (2014—2016). З 12 червня 2019 року — член Наглядової ради, згодом — керівник Укроборонпрому з 1 вересня 2019 до 6 жовтня 2020.

## Життєпис
Народився 21 січня 1976 у Вільнюсі. Тривалий час проживав у Естонії, Швеції, США.
1988 став чемпіоном СРСР з баскетболу у складі дитячої збірної Литви.
1993 переїхав до Естонії для вступу до Міжнародного університету «Конкордія» — першої в колишньому СРСР приватної бізнес-школи. Перший рік навчання оплатив Фонд Джорджа Сороса. Надалі навчався безкоштовно, тому що тренував жіночу та чоловічу баскетбольні команди університету. Навчався в цьому ж університеті в штаті Вісконсин (США). Здобув ступінь бакалавра міжнародного бізнесу. Вільно розмовляє українською, англійською, литовською і російською мовами.

## Кар'єра
1996 став співробітником «Hansabank» (найбільшого естонсько-литовсько-латвійського банку, що згодом став дочірньою структурою Swedbank), а в 1998 став директором департаменту цінних паперів цього банку.
1999 переїхав до Швеції для участі в першому в світі проєкті з інтернет-брокериджу на розвиткових ринках.
Протягом 2002—2014 років був співзасновником і співвласником шведської інвестиційної компанії East Capital, однієї з найбільших інвестиційних компаній із Західної Європи, що інвестує в Східну Європу. 2005 переїхав до Москви.
2008 переїхав до Києва. Очолював київський офіс компанії East Capital.
Станом на 2019 Айварас займав посади Голови Ради Директорів у Українській Академії Корпоративного Управління (UCGA), Член-Засновник у Global Blockchain Council, Голова Ради Директорів Preses Nams (Riga), Член Ради Директорів СУП (Спілка Українських Підприємців).
З 30 серпня 2019 — гендиректор Укроборонпрому. Цю посаду Айварас отримав без проходження конкурсу. 13 вересня Абромавічус виступив проти підпорядкування Укроборонпрому Міністерству оборони України через те, що в міністерстві існує конфлікт інтересів стосовно «Укроборонпрому».
Заступником Айвараса з безпеки призначений екс-заступник Національної поліції Костянтин Бушуєв, директором HR-департаменту став Віталій Пахомов.
Заступником з правових питань став Данило Федорчук, з маркетингу і збуту — Михайло Морозов.
6 жовтня президент Володимир Зеленський підписав указ про звільнення Айвараса Абромавичуса з посади гендиректора Укроборонпрому. Новим керівником оборонного концерну став Ігор Фоменко.

### Політична кар'єра
Після Революції Гідності в Україні Айварас був запрошений на посаду Міністра Економічного Розвитку і Торгівлі України. Президент України Петро Порошенко надав громадянство Абромавичусу, Наталії Яресько та Олександру Квіташвілі 2 грудня 2014 року, що дозволило їм працювати міністрами в другому уряді Яценюка.
2 грудня 2014 Президент Порошенко надав Абромавичусу українське громадянство. Того ж дня Верховна Рада України затвердила новий склад Кабінету Міністрів, до складу якого ввійшов Айварас Абромавічус як міністр економічного розвитку і торгівлі.
Під його керівництвом 2016 року була запущена нова електронна система держзакупівель Prozorro.
Абромавичус також розпочав найбільшу реформу Держпідприємств, що передбачає новий процес обрання директорів, а також допоміг сформувати нову і першу справді незалежну Раду Директорів у Нафтогазі. Ініціював як Міністр ухвалення Урядом постанови про рівень винагороди керівників державних підприємств, якою були зняті будь-які ліміти на отримання такої винагороди, крім того, зазначене рішення уряду не встановлювало залежність рівня оплати винагороди від таких показників як обсяги виробництва, продуктивність праці, обсяги реалізованої продукції тощо.
2015 допоміг розпочати роботу Офісу Ефективного Регулювання, покликаного поліпшувати бізнес-клімату в Україні.
3 лютого 2016 скликав прес-конференцію, на якій оголосив про свою відставку. Це викликало різку реакцію послів з ЄС та інших країн. Вони написали листа на підтримку Абромавичуса.
Остаточно звільнений з посади, коли прийшов новий Уряд Гройсмана 14 квітня 2016 року.
Член Міжвідомчої комісії з політики військово-технічного співробітництва та експортного контролю.

## Особисте життя
2004 року Абромавичус одружився з українкою з Донецька, а у 2008 вони оселилися в Києві, де народили трьох дітей.
Захоплюється сучасним мистецтвом. Цікавиться литовськими та українськими художниками, організував у Криму пленер 20 знаних українських художників. Відкрив галерею в Гурзуфі. У власній колекції понад 100 картин.